# 高岡砺波スマートインターチェンジ
高岡砺波スマートインターチェンジ（たかおかとなみスマートインターチェンジ）は、富山県高岡市戸出西部金屋ならびに同県砺波市下中条にある北陸自動車道のスマートインターチェンジである。インター出入口と高速バス停留所は高岡市側、ランプの大部分は砺波市側にある。

## 概要
2015年（平成27年）3月1日に供用を開始した。同日供用開始された東海北陸自動車道 南砺スマートICとともに、富山県内では初の本線直結型スマートICである。
本線直結型で利用可能車種はETC搭載の全車種で24時間運用。上下線ともに出入可である。総事業費は約25億円、1日あたりの利用台数を2400台と予測している。

## 道路
- E8 北陸自動車道（20-1番）

直接接続
- 高岡市道高岡砺波インター線

間接接続
- 富山県道40号高岡庄川線

## 歴史
- 2006年（平成18年）9月 - 高岡市、砺波市による新インター設置検討会設立[3]。
- 2009年（平成21年）
  - 6月 - 高岡市、砺波市が新インター整備の覚書締結[3]。
  - 7月 - 第1回北陸自動車道 庄川左岸部スマートIC地区協議会設立[3]。
- 2010年（平成22年）10月 - 第2回北陸自動車道 庄川左岸部スマートIC地区協議会で実施計画書を同意[3]。
- 2011年（平成23年）1月 - 国土交通大臣に連結許可申請[3]。
  - 3月 -  国土交通大臣から連結許可[3]。
  - 6月 - 高岡市、砺波市、中日本高速道路（NEXCO中日本）により基本協定締結[3]。
- 2013年（平成25年）
  - 1月 - NEXCO中日本が工事契約締結[3]。
  - 10月24日 - 正式名称が「高岡砺波スマートIC」に決定[6]。
- 2015年（平成27年）3月1日 - 供用開始[1][2][3][4][7]。
- 2020年（令和2年）7月27日 - 利用車長制限をなくし、ETC車載器を搭載した全車種が利用可能になる[8]。

## 高速バス停留所
インター出入口付近に高速バスのバス停4台分と利用者用の駐車場90台分が併設されている。
京都・大阪方面、東京方面、東北方面、名古屋方面の高速バスが発着している。停留所の名称は富山地方鉄道・JRバス・北日本観光自動車では高岡高速バスターミナル、WILLER EXPRESSでは高岡砺波スマートIC（高岡高速バスターミナル）としている。
1番のりば
- 高速バス 大阪線：京都深草・千里ニュータウン・新大阪・大阪（阪急三番街）行き (富山地方鉄道・阪急バス)
- 高速バス 東京線：練馬駅（練馬区役所）・池袋駅東口・バスタ新宿行き (西武バス)

2番のりば
- 東京 - 富山・金沢線：バスタ新宿・東京ディズニーランド行き (WILLER EXPRESS、丸一観光が運行)[9]

3番のりば
- 北陸ドリーム名古屋号：名古屋駅行き (西日本ジェイアールバス・ジェイアール東海バス)

4番のりば
- きまっし号：東京駅八重洲通り、上野駅、浅草駅、東北急行バス東京営業所行き（東北急行バス、北日本観光自動車）[10]

## 隣
E8 北陸自動車道
(20)砺波IC - (20-1)高岡砺波スマートIC - 高岡PA - (21)小杉IC